# Ceropegia madens
Ceropegia madens är en oleanderväxtart som beskrevs av Erich Werdermann. Ceropegia madens ingår i släktet Ceropegia och familjen oleanderväxter. Inga underarter finns listade i Catalogue of Life.